# 프랑스 수도 대교구

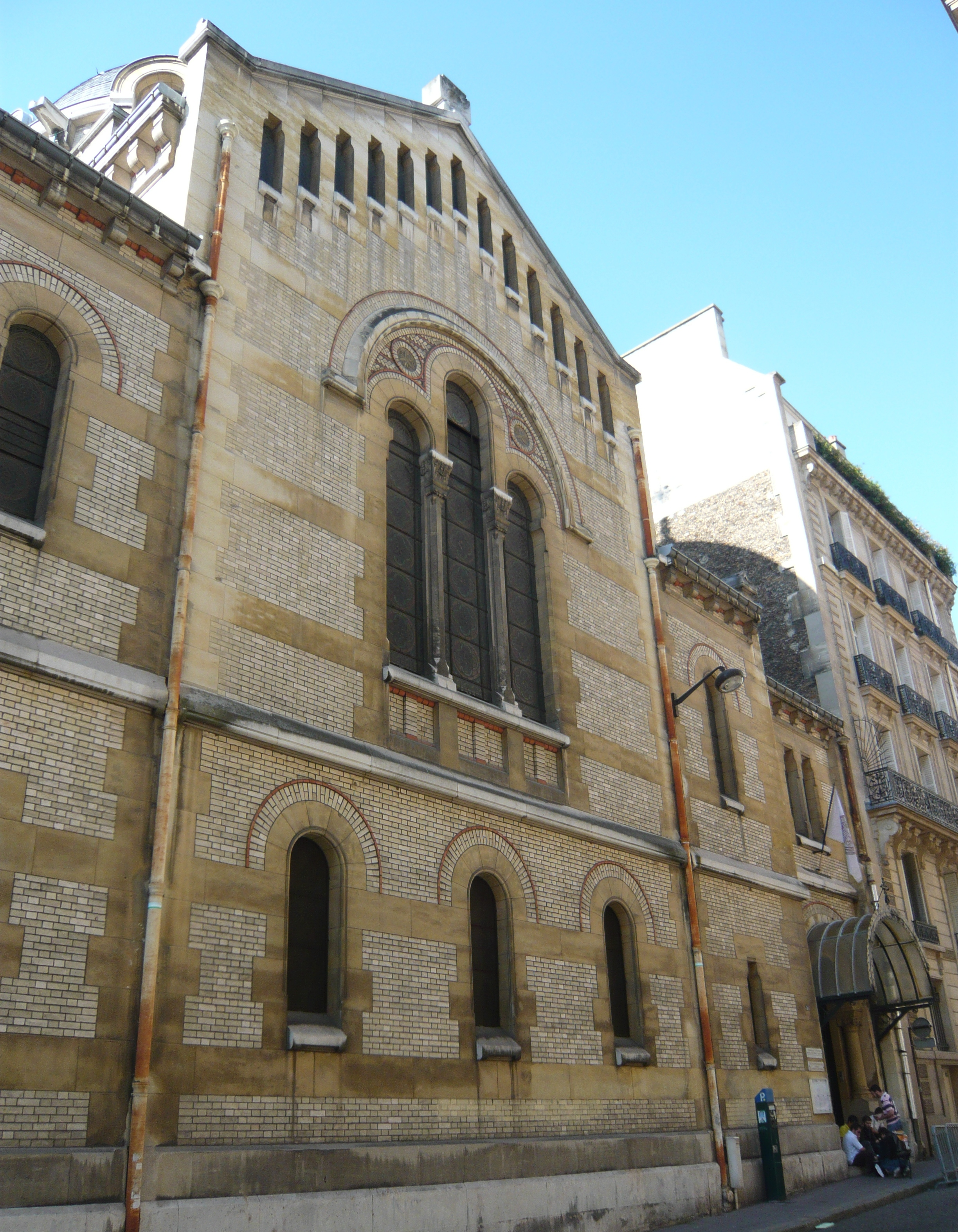
파리 성 에티엔 그리스 정교회 성당에 위치한 프랑스 수도 대교구 본부

프랑스 수도 대교구(프랑스어: Métropole orthodoxe grecque de France)는 동방 정교회 콘스탄티노폴리스 총대주교청에 소속되어 있는 교구이다. 1963년에 설립되었고 프랑스에 소재하고 있다. 원래 그리스인이 신자의 대다수를 이루고 있었으나 2018년 11월 서유럽 러시아 정교회 관구 대교구가 해산하고 여기에 속해 있었던 상당수의 사목구가 프랑스 수도 대교구에 합류하면서 러시아인 신자의 비율도 늘어났다.

## 역사
프랑스 수도 대교구는 1963년 2월 5일에 설립되었다. 설립 당시에는 프랑스, 벨기에, 룩셈부르크, 스페인, 포르투갈을 관할하는 그리스 정교회 교구였다. 초대 수도 대주교 멜레시오스 카라비니스(1914~1993)는 1988년 6월 9일 건강상의 이유로 사임할 때까지 주교를 역임하였다.
1969년 8월에는 벨기에와 룩셈부르크에 소재하고 있는 사목구가 신설된 벨기에 수도 대주교로 편입되었다. 그리고 2003년에는 스페인과 포르투갈에 소재하고있는 사목구가 스페인과 포르투갈 수도 대주교에 편입되었다.

## 같이 보기
- 콘스탄티노폴리스 세계총대주교